# Bistum Schleswig

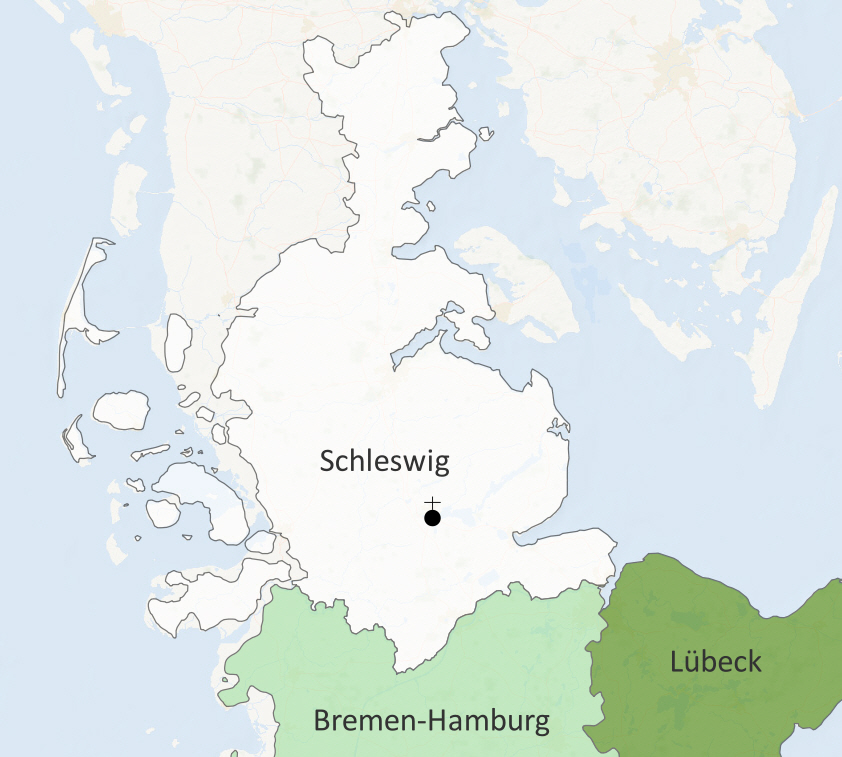
Bistum Schleswig um 1500

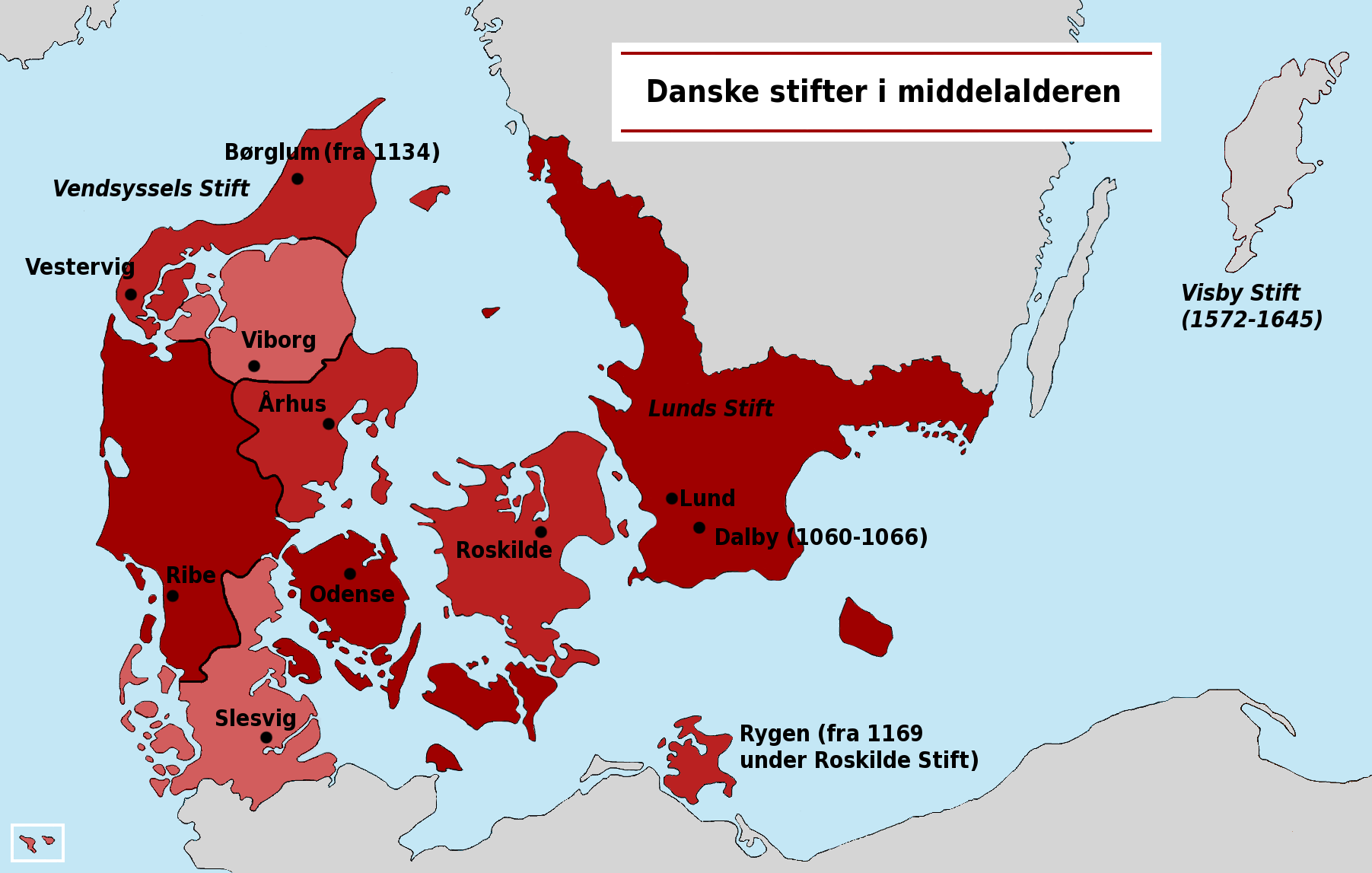
Bistum Schleswig (hellrot) mit anderen dänischen Bistümern im Mittelalter

Das Bistum Schleswig war eine römisch-katholische Diözese in Dänemark vom 10. bis zum 16. Jahrhundert. Von 1542 bis 1624 war es ein evangelisch-lutherisches Bistum.

## Katholisches Bistum 948–1542

### Bischöfe im Erzbistum Hamburg-Bremen
Als erster Bischof wurde Hored 948 vom deutschen König Otto I. ernannt und von Erzbischof Adaldag von Hamburg geweiht, dessen Jurisdiktion er unterstand. Hored und seine sieben Nachfolger sind im Katalog der Bischöfe von Schleswig aus der Mitte des 11. Jahrhunderts verzeichnet. Diese Liste stimmt nicht überall mit der Überlieferung von Saxo Grammaticus überein.
Ob diese Bischöfe jemals vor Ort tätig waren, ist nicht belegt und eher zweifelhaft, da die dänischen Könige in dieser Zeit dem Christentum meist ablehnend gegenüberstanden. 
Bischofssitz wäre anfangs Haithabu (sächsisch: Sliaswig) gewesen, wo zumindest zwei Kirchen nachgewiesen sind. Spätestens nach der Zerstörung des Ortes wurde er ins heutige Schleswig verlegt. Etwa seit dem späten 11. Jahrhundert kann mit dem Aufbau einer regulären Bistumsorganisation gerechnet werden.

### Im Erzbistum Lund
Nach Errichtung des Erzbistums in Lund im Jahr 1103 unterstand es dem Lunder Erzbischof. Die Zugehörigkeit des Bistums zum dänischen oder zum deutschen Reich war umstritten. Sahen auf der einen Seite einige der örtlichen Geistlichen das Bistum zu den neun dänischen Bistümern gehörig, so vertrat des Kaiserliche Reichskammergerichts zu Speyer hingegen die Auffassung, das Bistum sei ein deutsches Reichslehen. Die Fläche entsprach den drei Sysseln zwischen den Flüssen Eider und Königsau in Süderjütland.
1268 musste der Schleswiger Bischof Bonde seine Burg Gottorf an der Schlei an die Herzöge von Schleswig abtreten und erhielt im Gegenzug den herzöglichen Anteil der Südergoesharde. Mit diesem „Andel“ war wahrscheinlich die Gegend um Schwabstedt gemeint, das seitdem bischöfliche Residenz war. 1318 wird der befestigte Bischofssitz erstmals mit dem Namen „Schwabstedt“ bezeichnet. Die Bischöfe bauten das Schloss und auch den dabei liegenden Ort aus, der bis zur Reformation Sitz des Bischofs blieb.

## Lutherisches Bistum 1542–1624
Mit der Einführung der Reformation in den Herzogtümern Schleswig und Holstein und nach dem Tod des letzten katholischen Bischofs Gottschalk von Ahlefeldt wurde 1542 auch das Bistum Schleswig evangelisch-lutherisch. Wie in der Kirchenordnung vorgesehen wurde zunächst mit Tilemann von Hussen ein Theologe als Bischof eingesetzt, doch bereits bei der Landesteilung 1544 zwang König Christian III. ihn, seinen jüngsten Bruder Friedrich als Koadjutor zu akzeptieren, so dass die Einnahmen dem fürstlichen Administrator zufielen. Die eigentliche seelsorgerliche Tätigkeit wurde Superintendenten (ab 1564 Generalsuperintendent) übertragen, die der dänische König und der Herzog von Schleswig-Holstein-Gottorf jeweils für ihre Gebiete einsetzten. Nach dem Tod von Ulrich von Dänemark 1624 wurde das Bistum aufgelöst. Die Einnahmen fielen nun direkt an die dänische Krone.